# Horizon Air
Horizon Air (im Außenauftritt auch Alaska Horizon) ist eine US-amerikanische Regionalfluggesellschaft mit Sitz in SeaTac und eine Tochtergesellschaft der Alaska Airlines.

## Geschichte

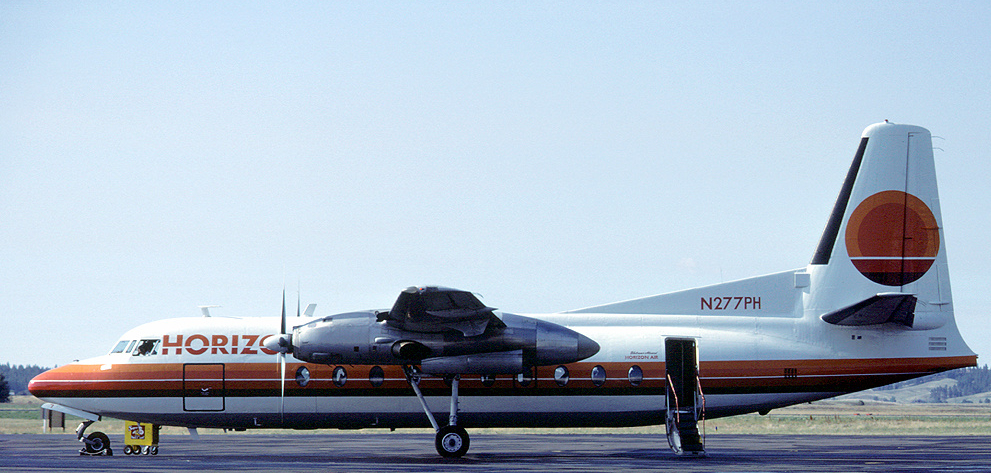
Eine Fairchild F-27 der Horizon Air

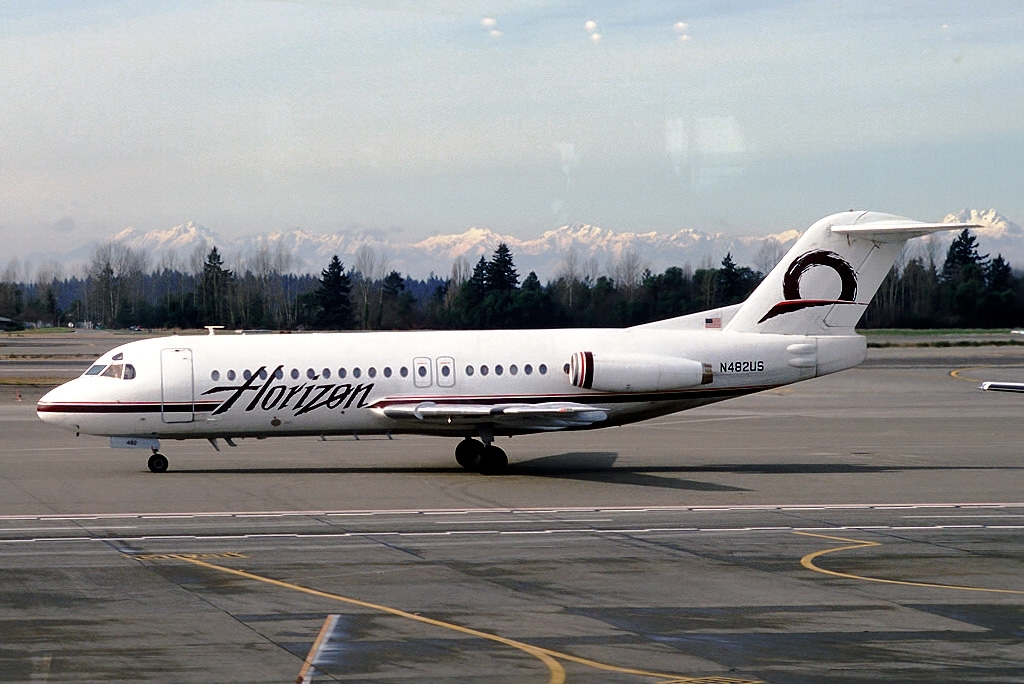
Eine Fokker F28 Fellowship der Horizon Air

Die Fluggesellschaft wurde 1981 gegründet und begann ihren Flugbetrieb mit drei Fairchild F-27 mit der Kurzstrecke von Seattle nach Yakima (Washington). Das Streckennetz und die Flotte wurden in den folgenden Jahren konstant erweitert.
Nach dem Kauf der Air Oregon und Transwestern Airlines erfolgte 1984 der Gang an die Börse. Im Jahr 1985 ging der Hauptkonkurrent, die Cascade Airlines, bankrott. Horizon sprang in die Lücke und erweiterte sein Streckennetz auf den gesamten Nordwesten der USA.
Im Jahr 1986 kaufte Alaska Airlines die Fluggesellschaft für $68 Mio. Horizon behielt aber ihre Eigenständigkeit. Das Streckennetz wurde mit dem der Alaska Airlines abgestimmt. Ab 1997 ersetzte man die Dornier 328 und Fairchild Metroliner sowie 2001 die Fokker 28 durch Bombardier CRJ 700 und De Havilland DHC-8. Im Jahr 2007 erhielt Horizon Air vom Magazin Air Transport World den Preis für die beste Regionalfluggesellschaft der Welt. Die Bombardier CRJ700 verließen die Flotte 2010 und wurden durch weitere DHC-8-400 ersetzt.
Am 25. Januar 2011 kündigte Alaska Airlines an, dass die Marke Horizon Air eingestellt wird. Obwohl die eigene Sparte innerhalb der Alaska Air Group erhalten bleibt, fliegen die Flugzeuge künftig unter dem Namen Alaska Horizon und werden dementsprechend umlackiert. Auch der Internetauftritt und die Werbung wird auf den Namen Alaska Horizon umgestellt.
Anfang November 2017 gab Horizon Air den Rückzug aus dem alaskischen Markt bekannt; im Laufe des ersten Quartals 2018 soll der Betrieb vollständig in das Hauptgebiet der Vereinigten Staaten überführt werden.
Im August 2018 verlor Horizon eine DHC-8-400 durch einen Absturz, nachdem ein Mitarbeiter des Bodenpersonals der Gesellschaft die Maschine entwendet hatte (siehe auch Entwendung und Absturz einer De Havilland DHC-8-400 der Horizon Air). Im Oktober 2023 versuchte ein Pilot, der auf dem Jump-Seat im Cockpit mitflog, die Triebwerke einer Embraer 175 abzustellen. Er probierte, das Feuerlöschsystem der Triebwerke zu aktivieren, während sich das Flugzeug auf Reiseflughöhe befand. Nach dem Versuch, die Triebwerke abzustellen, versuchte er – bereits mit Handschellen gefesselt – während des Sinkflugs an den Griff eines Notausstiegs zu gelangen. Eine Flugbegleiterin konnte ihn jedoch aufhalten.

## Flugziele
Horizon Air bedient 52 Ziele in Nordamerika. Einige Flüge wurden, vom Flughafen Denver aus, in Kooperation mit Frontier Airlines als Frontier JetExpress angeboten. Die Zusammenarbeit endete im Jahr 2008. Die Drehkreuze befinden sich in Seattle und Portland.

## Flotte

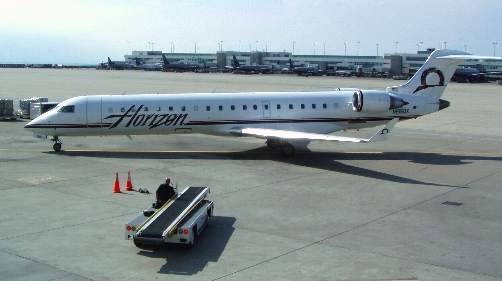
Ein Bombardier CRJ700 der Horizon Air

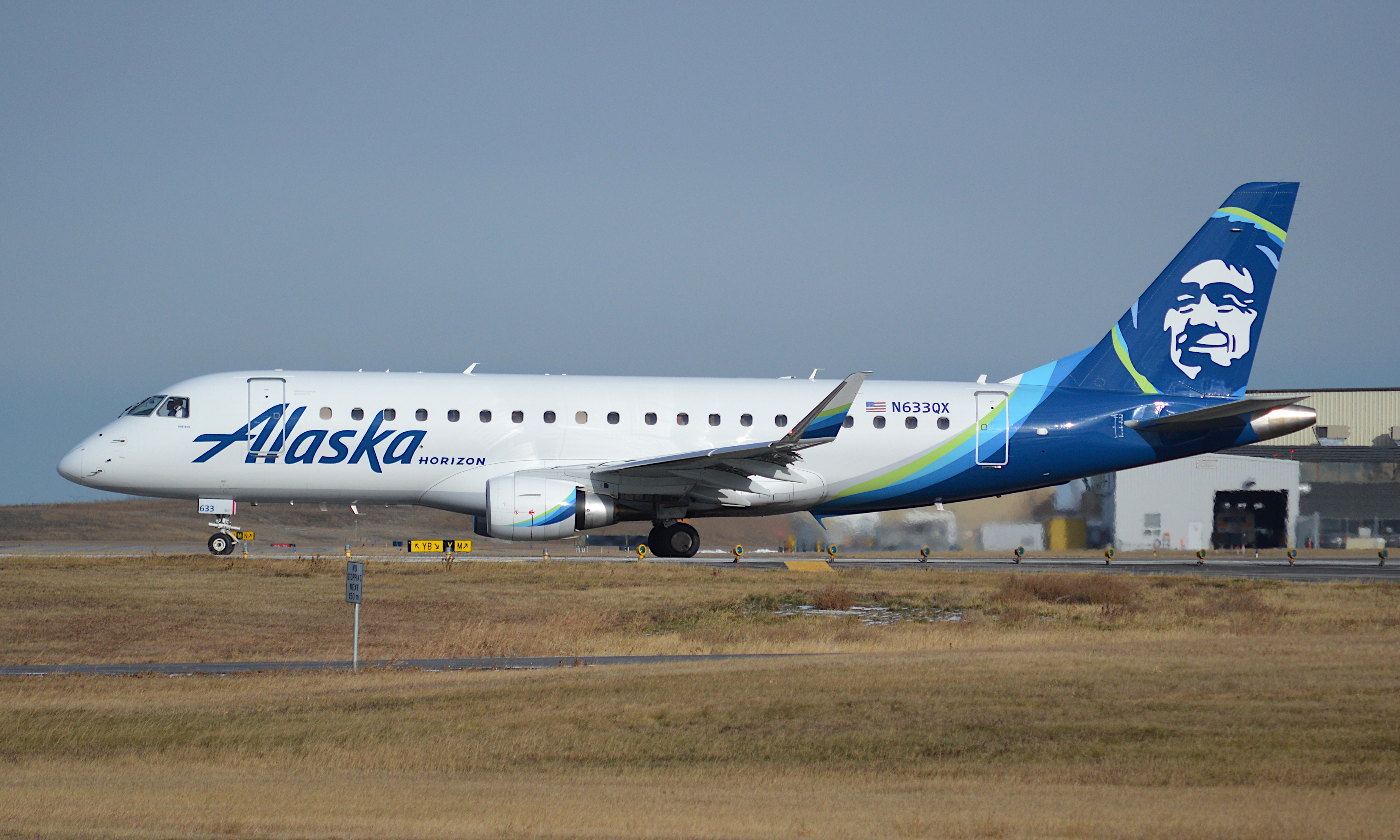
Horizon Air Embraer 175 N633QX am Calgary International Airport im November 2018.

### Aktuelle Flotte
Mit Stand November 2024 besteht die Flotte der Horizon Air aus 44 Flugzeugen mit einem Durchschnittsalter von 4,9 Jahren:
| Flugzeugtyp | Anzahl | bestellt | Anmerkungen                   | Sitzplätze |
| ----------- | ------ | -------- | ----------------------------- | ---------- |
| Embraer 175 | 44     |          | betrieben für Alaska Airlines | 76         |
| Gesamt      | 44     | –        |                               |            |

### Ehemalige Flugzeugtypen

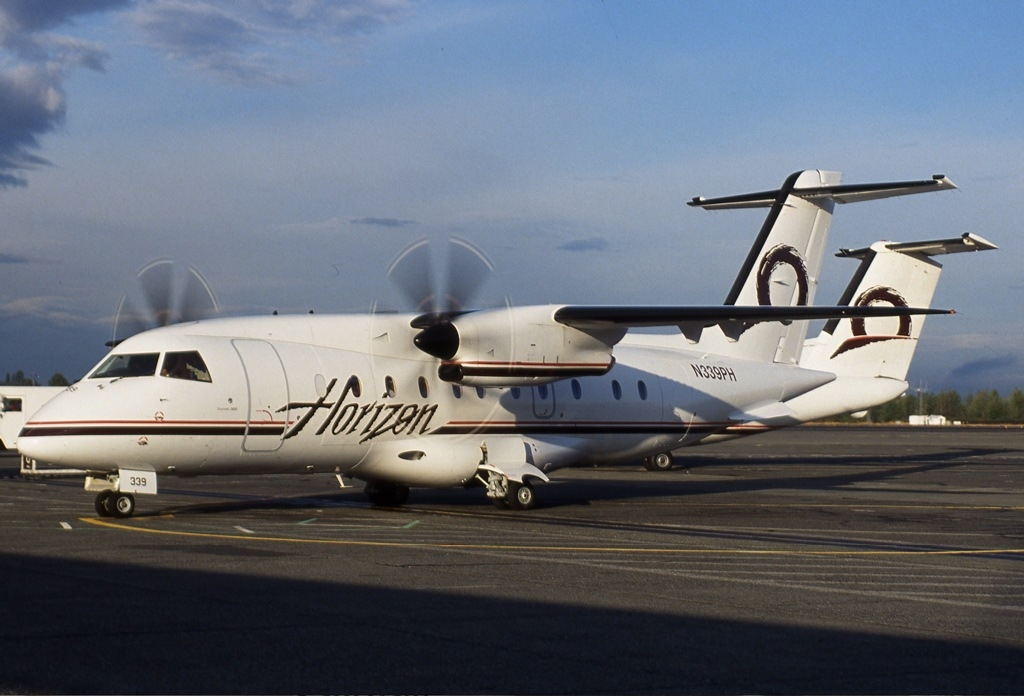
Eine Dornier 328-110 der Horizon Air

In der Vergangenheit setzte Horizon Air bereits folgende Flugzeugtypen ein:
- BAC 1-11 Series 400
- Bombardier CRJ-700
- De Havilland DHC-8-100, -200, -400
- Dornier 328-100
- Fairchild F-27
- Fokker F28 Fellowship